# Costa neoRomantica
Costa neoRomantica è stata una nave da crociera della compagnia di navigazione Costa Crociere.

## Storia

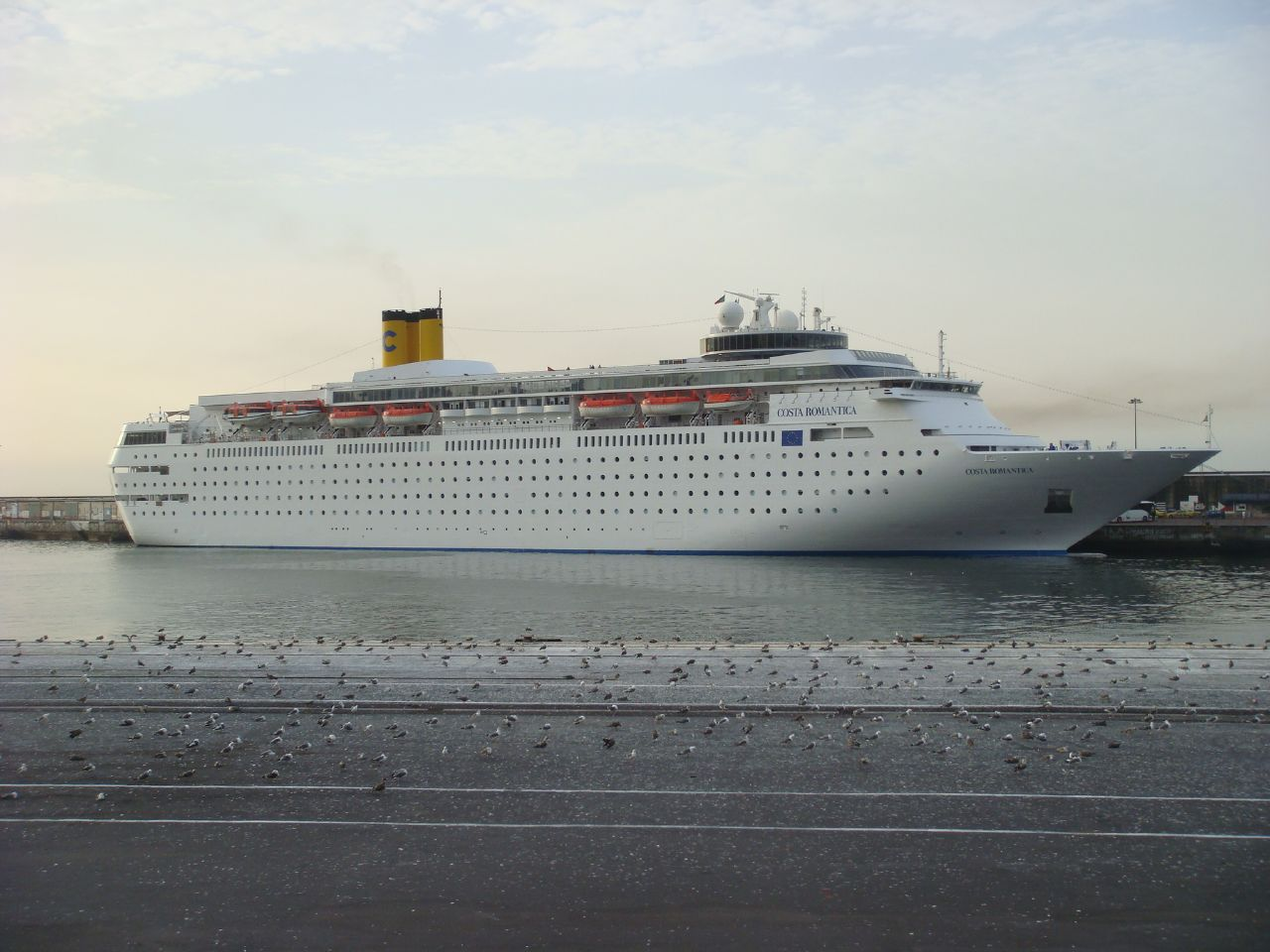
La Costa Romantica prima della ristrutturazione nel 2003

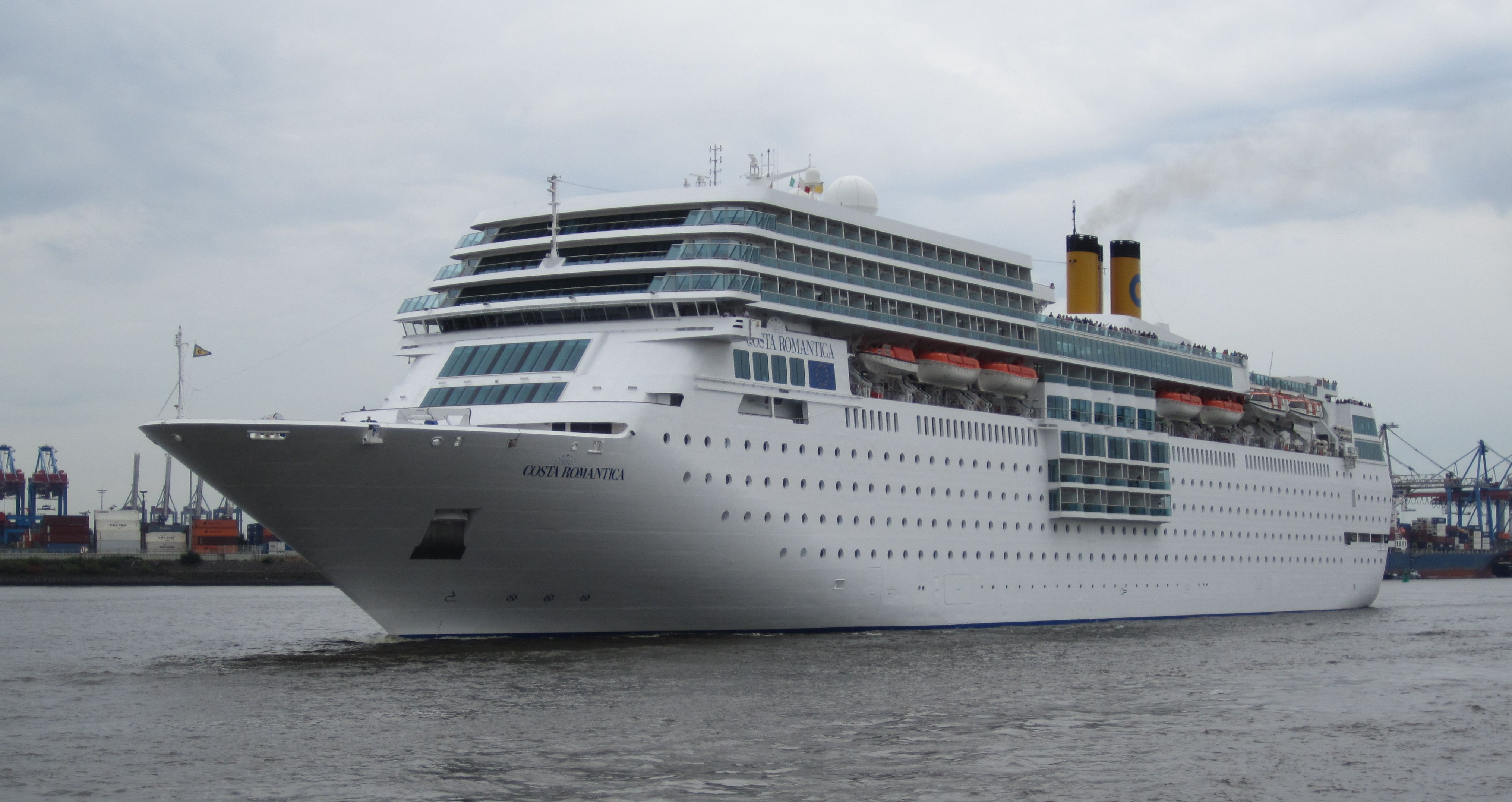
La Costa neoRomantica dopo la ristrutturazione nel 2012

La Costa Romantica, gemella di Costa Classica, è stata costruita nei cantieri navali di Fincantieri di Marghera nel 1993. Viene sottoposta a lavori di restauro nel 2003 e dal 29 ottobre 2011 al 1º marzo 2012 nei cantieri navali di San Giorgio del Porto di Genova. In seguito a questi importanti lavori di restaurazione viene riconsegnata all'armatore assumendo il nome di Costa neoRomantica; non viene, però, celebrata alcuna cerimonia di battesimo per decisione di Costa Crociere in relazione al difficile momento che la stessa attraversa dopo il naufragio della Costa Concordia e l'incendio avvenuto a bordo della Costa Allegra. La neoRomantica è stata la "nave di lancio" per la linea neoCollection, nuova ramificazione destinata a una clientela più facoltosa alla ricerca di crociere più lunghe e itinerari più esclusivi.
Il 16 luglio 2020 è stata annunciata la vendita alla compagnia greco-cipriota Celestyal Cruises. Dall'agosto 2020, opera con il nome Celestyal Experience.
La nave, che tuttavia è rimasta in disarmo al Pireo e non è mai entrata in servizio, è stata venduta a Beacon & Bay Shipping Services e ribattezzata Antares Experience, dopodiché è stata spiaggiata a fine 2021 per la demolizione a Gadani, in Pakistan.

## Caratteristiche
Prima della ristrutturazione, la Costa Romantica aveva 678 cabine di cui 34 suite, e di queste 10 con balcone privato, 3 ristoranti, 7 bar, un teatro da 600 posti su 2 ponti, 2 piscine, 4 vasche idromassaggio, un percorso jogging esterno lungo 170 m, un centro benessere dotato di palestra, sale trattamenti, sauna e bagno turco, un casinò, una sala giochi su 2 corridoi (mondovirtuale), una discoteca, un internet point, una biblioteca, uno shopping center e uno Squok Club (un mini club).
Dispone di 14 scialuppe (7 per lato). I suoi spazi pubblici sono rifiniti in legno pregiato, marmo di Carrara e con costose opere d'arte.
Durante il restyling sono stati apportati molti cambiamenti alla nave, tra cui l'aggiunta di 2 semiponti a prua, (i ponti a disposizione dei passeggeri salgono così a 10), la sostituzione del teatro con il centro benessere Samsara, balconi, 111 nuove cabine, suite Samsara, ristorante club, ristorante Samsara e la ristrutturazione totale di tutte le aree.
Celestyal Experience aveva 12 ponti di cui 10 riservati agli ospiti che, ai tempi del servizio con Costa Crociere, avevano i nomi di città europee:
- Ponte 4: Amsterdam
  - cabine ospiti
- Ponte 5: Copenaghen
  - cabine ospiti
- Ponte 6: London
  - cabine ospiti
- Ponte 7: Paris
  - cabine ospiti
- Ponte 8: Verona
  - Centro Benessere Samsara, a prua
  - Enoteca Verona, a centro nave
  - Casinò Excelsior, a centro nave
  - Grand Bar Piazza Italia, a centro nave
  - Ristorante Botticelli, a poppa

- Ponte 9: Vienna
  - Centro benessere Samsara, a prua
  - Negozi, a centro nave
  - Ristorante Samsara, a poppa
- Ponte 10: Madrid
  - cabine ospiti
  - Ristorante Buffet Giardino, a poppa
- Ponte 11: Montecarlo
  - cabine ospiti
  - Lido Bar Saint-Tropez, a centro nave
  - Lido Bar Montecarlo, a poppa
- Ponte 12: Biarritz
  - cabine ospiti
  - Lido Biarritz, a poppa
- Ponte 14: Lisboa
  - cabine ospiti

## Incidenti

### 2013
Il 24 dicembre 2013, durante la crociera di Natale, la Costa NeoRomantica stava navigando tra Naxos e Melilla, quando un incendio in sala motori genera un blackout che fa inclinare la nave di 37 gradi. Successivamente, la mattina dopo, il 25, la capitaneria algerina e le autorità spagnole aiutano la nave a riposizionarsi in assetto e ad andare nel porto di Melilla ad effettuare le riparazioni necessarie per tornare in servizio.

### 2015
Il 5 marzo 2015, Costa NeoRomantica ha incontrato mare molto mosso durante la giornata di navigazione tra Trapani e Marsiglia, causando la perdita di un'ancora, alcuni danni alla prua nel lato destro, l'allagamento e la distruzione di alcune cabine a prua nei ponti 4-5-6, sempre durante la stessa giornata per cause non ben definite la nave ha avuto un blackout che però non ha intaccato la propulsione della nave, la nave a causa dei danni subiti ha saltato lo scalo di Marsiglia per giungere il prima possibile a Savona ed effettuare le riparazioni necessarie.

## Itinerari
Nei primi mesi del 2010, la Costa Romantica ha effettuato crociere nel lontano Oriente. Ritorna nel Mediterraneo durante la primavera del 2011 con itinerari in Grecia, precisamente nelle isole di Santorini e Mykonos, compreso il porto di Volos e la città di Atene. Ha due homeport in Italia, a Civitavecchia e Reggio Calabria. In seguito alla completa ristrutturazione la Costa neoRomantica ha effettuato crociere in Nord Europa e successivamente nell'emisfero orientale. La nave propone infatti crociere della durata di 100 giorni, giri del mondo o crociere lunghe verso l'Australia, solitamente nella stagione invernale. Dal marzo 2017 alla vendita, la nave ha effettuato crociere nell'estremo Oriente.

## Navi gemelle
- Margaritaville at Sea Paradise (già Costa Classica e Costa neoClassica)

## Galleria d'immagini

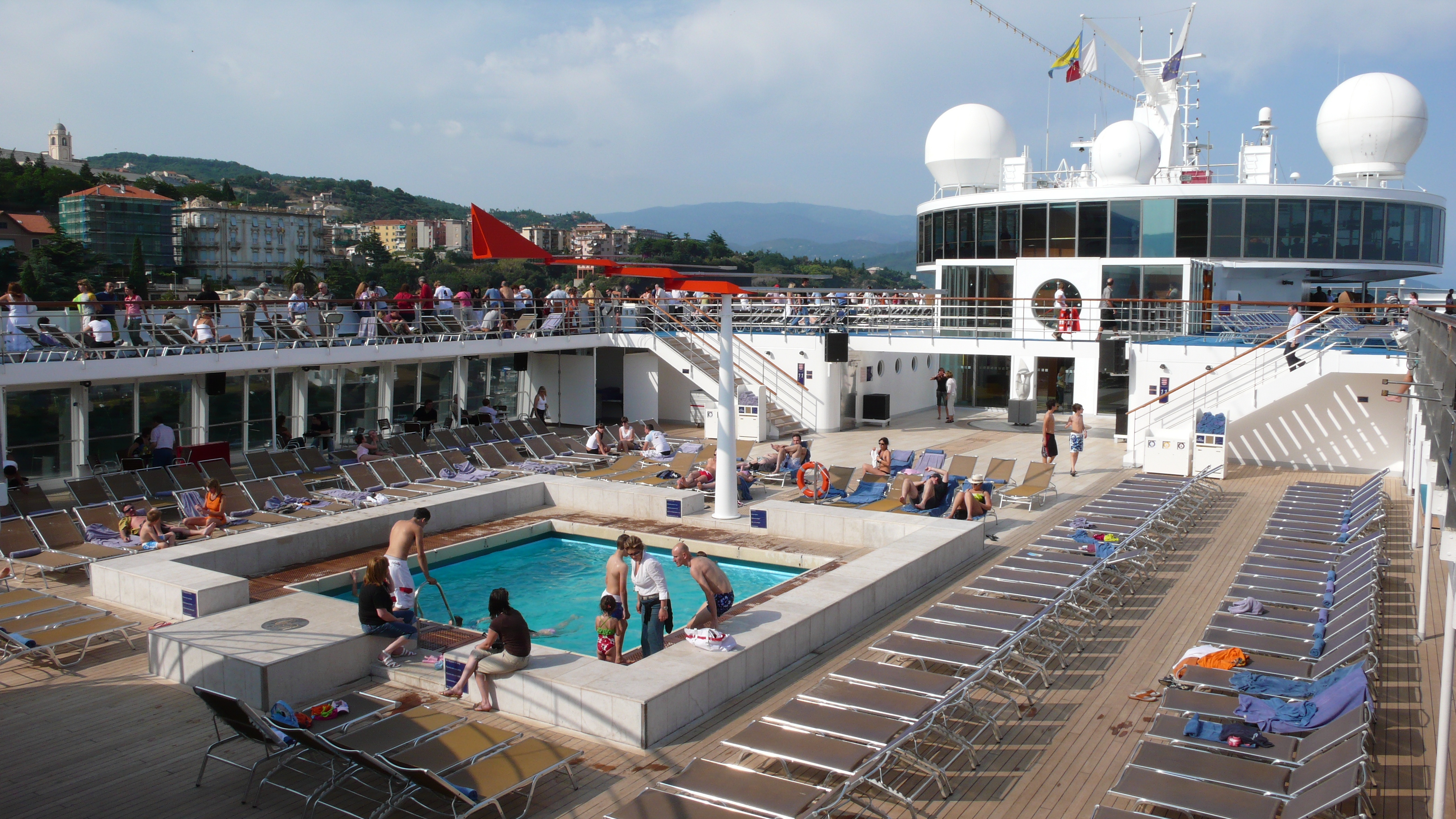
Il ponte superiore della Costa Romantica
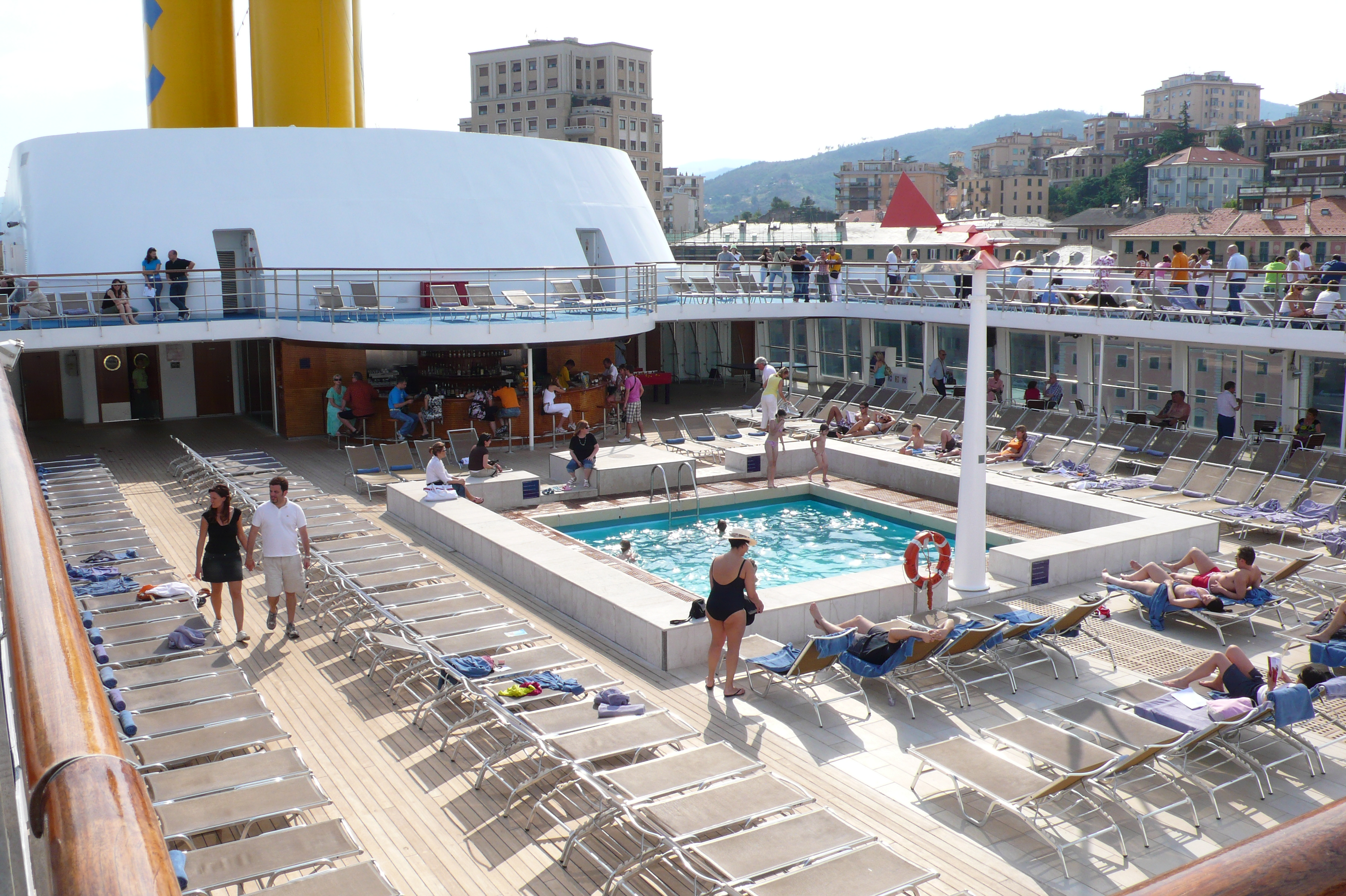
Un'altra veduta del ponte superiore di Costa Romantica
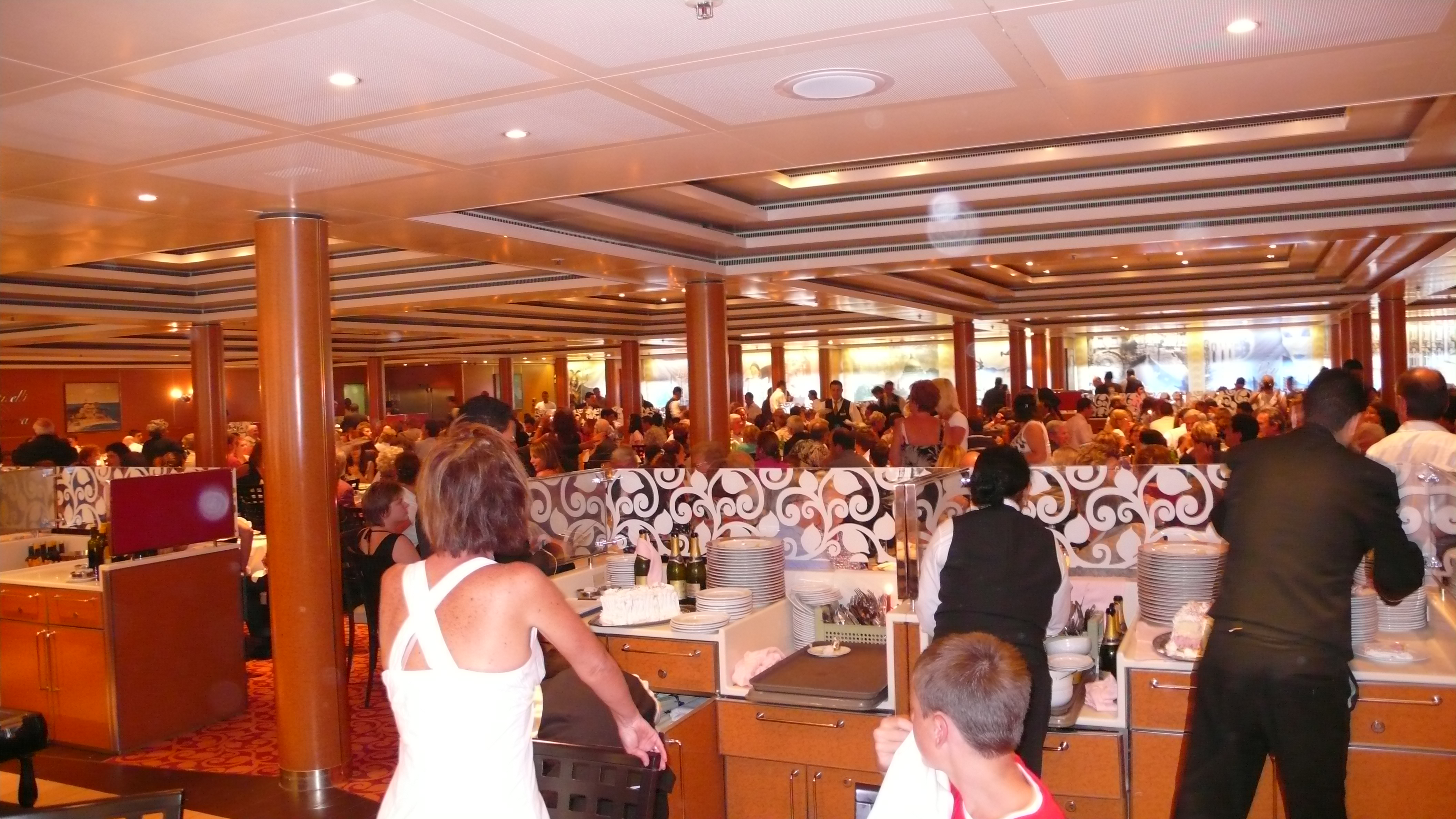
Il Ristorante Botticelli
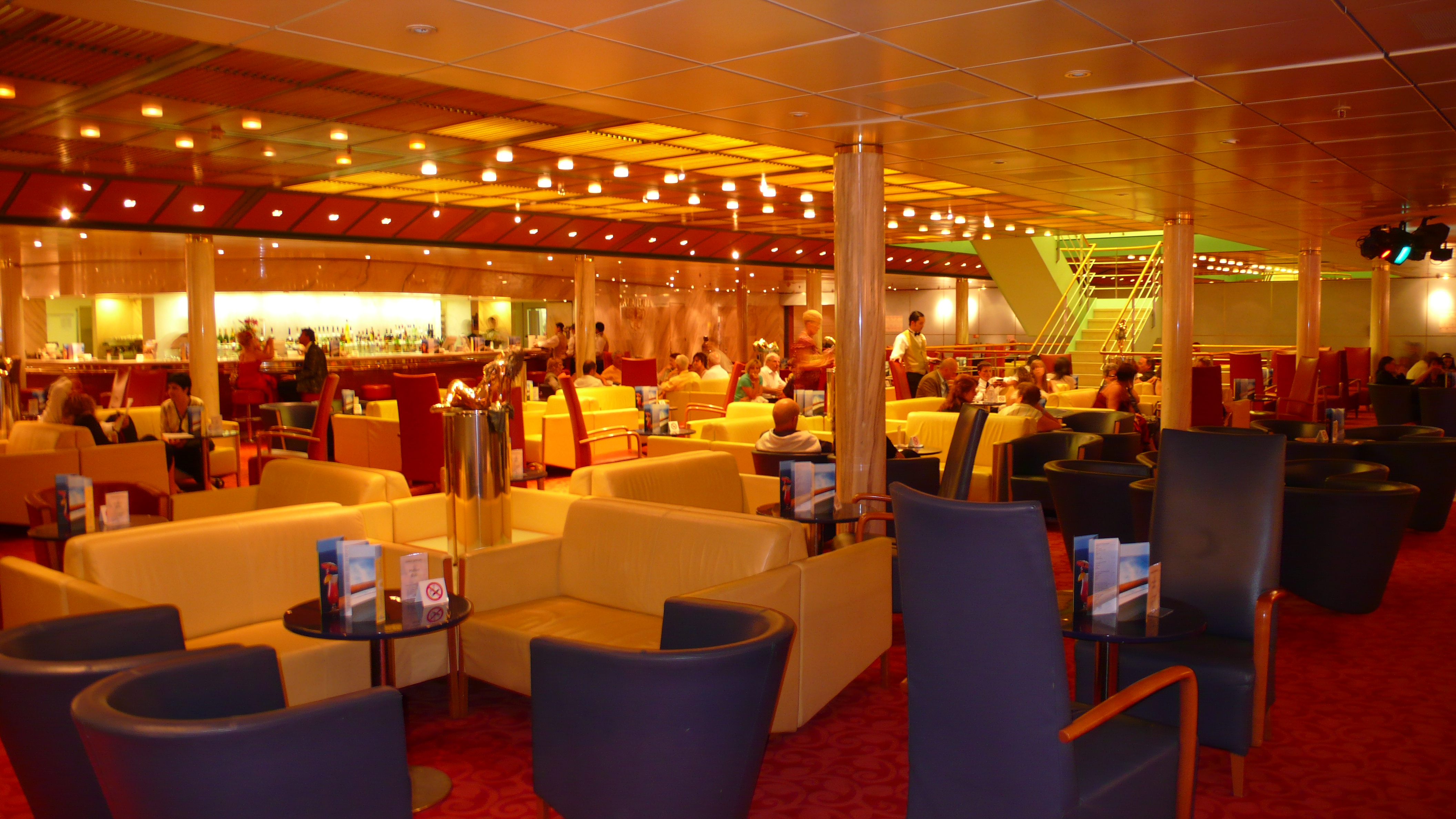
Il Gran Bar